# Hines (Oregon)
Hines è un comune (city) degli Stati Uniti d'America, situato nello stato dell'Oregon, nella contea di Harney.